# Nanohammus alboplagiatus
Nanohammus alboplagiatus là một loài bọ cánh cứng trong họ Cerambycidae.